# Chionaema divikara
Chionaema divikara là một loài bướm đêm thuộc phân họ Arctiinae, họ Erebidae.